# 김제우체국
김제우체국(金堤郵遞局)은 과학기술정보통신부 우정사업본부 전북지방우정청 소속의 우편물 취급기관이다.

## 연혁
- 2000년 12월 4일 : 집배광역화를 위해 김제시 금구면, 금산면, 죽산면, 부량면, 월촌동, 백산면, 황산면, 봉남면, 용지면, 공덕면 우편구역을 김제우체국으로 통합[1]
- 2010년 7월 1일: 김제부용우편취급국 폐국[2]
- 2012년 5월 31일: 김제금산사우편취급국 폐국[3]
- 2014년 1월 1일: 우편구역을 다음과 같이 고시[4]

| 배달국         | 배달구역                                                           | 구역번호                                                                           |
| -------------- | ------------------------------------------------------------------ | ---------------------------------------------------------------------------------- |
| 김제우체국     | 김제시 동지역, 공덕면 · 백구면 · 백산면 · 부량면 · 용지면 · 죽산면 | 54320 ~ 54324 54327 ~ 54333 54335, 54337 54364 ~ 54369 54371 ~ 54420 54422 ~ 54426 |
| 김제만경우체국 | 만경읍 · 광활면 · 성덕면 · 진봉면 · 청하면                         | 54300 ~ 54319 54325 ~ 54326 54370, 54421                                           |
| 김제금구우체국 | 금구면 · 금산면 · 봉남면 · 황산면                                  | 54334, 54336 54338 ~ 54363                                                         |

- 2014년 10월 21일: 김제역전우체국 위탁계약 해지[5], 김제역전우편취급국의 우편환·대체업무 폐지[6]
- 2016년 10월 1일: 김제부량우체국, 김제죽산우체국을 시간제우체국으로 전환[7]
- 2017년 10월 20일: 김제청하우체국 점심시간 휴무 시행[8]
- 2020년 5월 26일 : 김제공덕우체국 별정우체국 지정 취소[9]
- 2020년 5월 27일 : 김제공덕우체국 폐국[10]
- 2020년 7월 6일 : 김제공덕우편취급국 설치[11]
- 2021년 5월 1일 : 김제공덕우편취급국 점심시간 휴무 시행[12]

## 관할 우체국
| 우체국명             | 사진 | 주소                                        | 비고                                                      |
| -------------------- | ---- | ------------------------------------------- | --------------------------------------------------------- |
| 김제공덕우체국       |      | 전북특별자치도 김제시 공덕면 공덕10길 18    | 2020년 5월 26일 별정우체국 지정 취소 2020년 5월 27일 폐국 |
| 김제공덕우편취급국   |      | 전북특별자치도 김제시 공덕면 공덕로 238     | 2020년 7월 6일 신설 점심시간 휴무 시행                    |
| 김제광활우체국       |      | 전북특별자치도 김제시 광활면 광활11길 30-4  |                                                           |
| 김제금구우체국       |      | 전북특별자치도 김제시 금구면 금구로 45      |                                                           |
| 김제금산우체국       |      | 전북특별자치도 김제시 금산면 모악로 3       |                                                           |
| 김제금산사우편취급국 |      | 전북특별자치도 김제시 금산면 금산리 122-4   | 2012년 5월 31일 폐국                                      |
| 김제만경우체국       |      | 전북특별자치도 김제시 만경읍 두내산로 48    |                                                           |
| 김제백구우체국       |      | 전북특별자치도 김제시 백구면 번영로 2514    |                                                           |
| 김제백산우체국       |      | 전북특별자치도 김제시 백산면 학당길 6       | 별정우체국                                                |
| 김제봉남우체국       |      | 전북특별자치도 김제시 봉남면 봉남로 429-1   | 별정우체국                                                |
| 김제부량우체국       |      | 전북특별자치도 김제시 부량면 부량로 11      | 2016년 10월 1일부터 시간제우체국 시행                     |
| 김제부용우편취급국   |      | 전북특별자치도 김제시 백구면 월봉리 197-2   | 2010년 7월 1일 폐국                                       |
| 김제성덕우체국       |      | 전북특별자치도 김제시 성덕면 지평선로 90    |                                                           |
| 김제신풍동우체국     |      | 전북특별자치도 김제시 중앙로 206 (신풍동)   |                                                           |
| 김제역전우편취급국   |      | 전북특별자치도 김제시 중앙로 283 (신풍동)   |                                                           |
| 김제용지우체국       |      | 전북특별자치도 김제시 용지면 용지로 448     | 별정우체국                                                |
| 김제월촌동우체국     |      | 전북특별자치도 김제시 벽골제로 802 (입석동) | 별정우체국                                                |
| 김제죽산우체국       |      | 전북특별자치도 김제시 죽산면 해학로 20      | 2016년 10월 1일부터 시간제우체국 시행                     |
| 김제진봉우체국       |      | 전북특별자치도 김제시 진봉면 진봉로 488     |                                                           |
| 김제청하우체국       |      | 전북특별자치도 김제시 청하면 만경로 1433    | 별정우체국 점심시간 휴무 시행                             |
| 김제황산우체국       |      | 전북특별자치도 김제시 황산면 용마로 64      | 별정우체국                                                |